# Litoria andiirrmalin
Litoria andiirrmalin  (лат.) — вид земноводных из семейства квакш. Известен всего из четырёх ручьёв на каменистых полях в северном Квинсленде (Австралия). Квакши встречаются также на гранитовых бедроках в дождливом лесу и лесу с мезофильными лозами на полупогружённом чайном дереве. Они часто сидят на камнях, лозе и веточках близ каскад и канавок. Скрываются под скалами и растительность. Размножаются летом с наступлением дождливого сезона.

## Описание
Крупный вид лягушек с длиной тела 11 см. Спина светло-коричневая или тёмно-коричневая с золотистыми или кремовыми пятнами, нижние части боков беловато-серые, живот белый или серый, у самцов серое горло. Зрачок горизонтальный, радужная оболочка золотистая. Пальцы с большими дисками, на передних конечностях не имеют перепонок, а на задних конечностях почти полностью перепончатые.

## Меры охраны
Внесён в Красный список МСОП как уязвимый вид, находящийся под угрозой исчезновения.